# Berberis bealei
Berberis bealei är en berberisväxtart som beskrevs av Robert Fortune. Berberis bealei ingår i släktet berberisar, och familjen berberisväxter. Inga underarter finns listade i Catalogue of Life.

## Bildgalleri

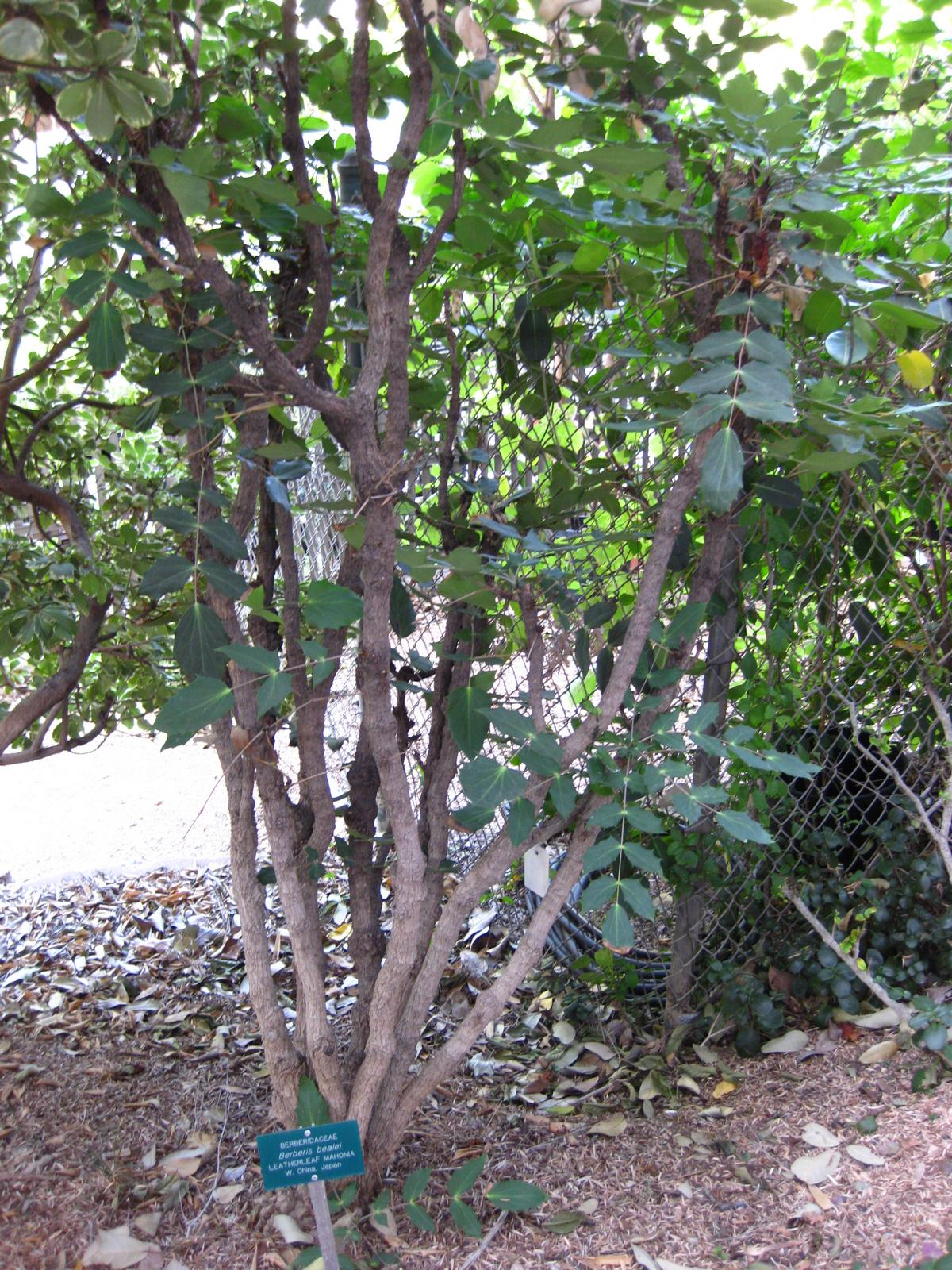
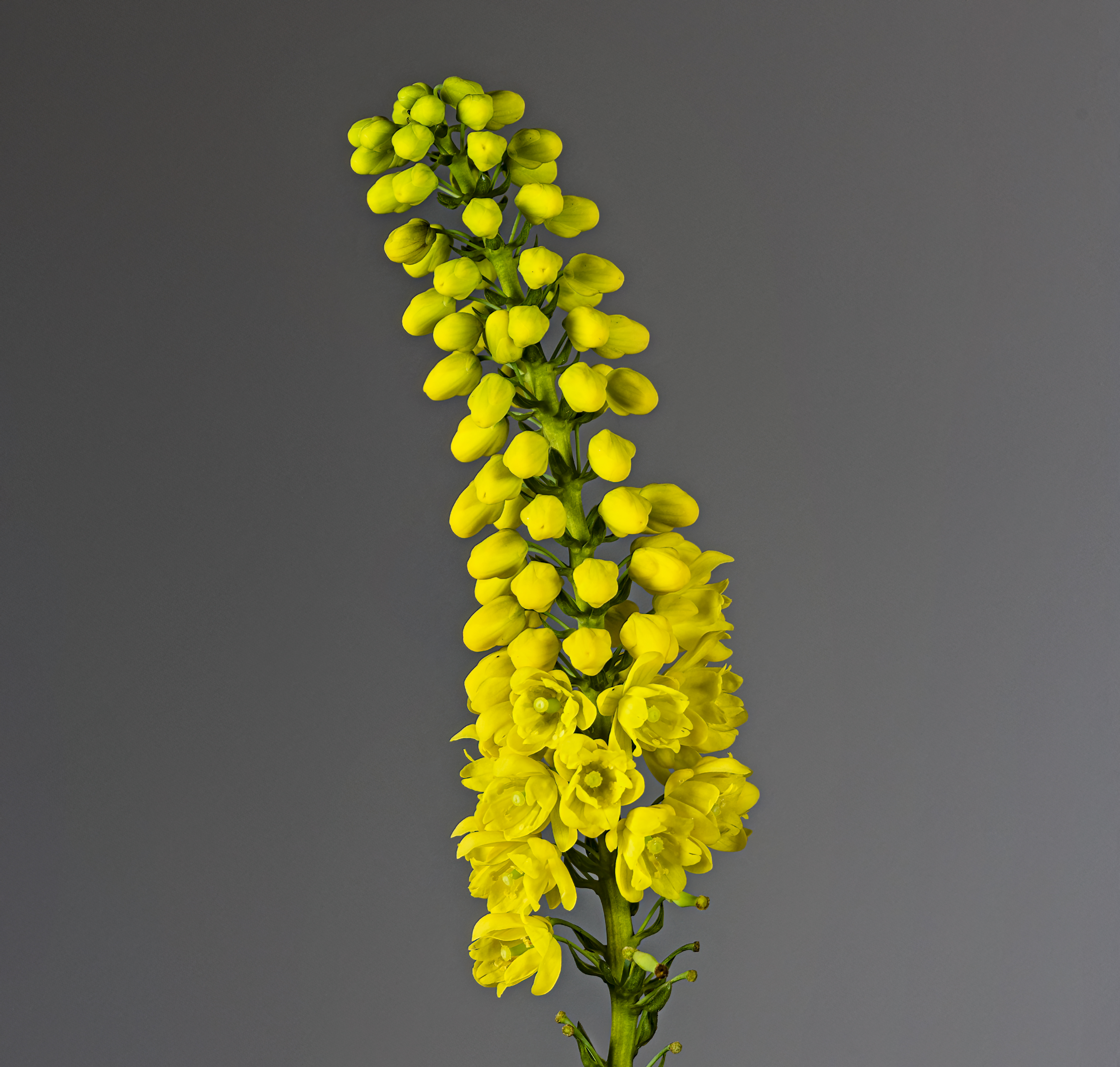
Blomställning
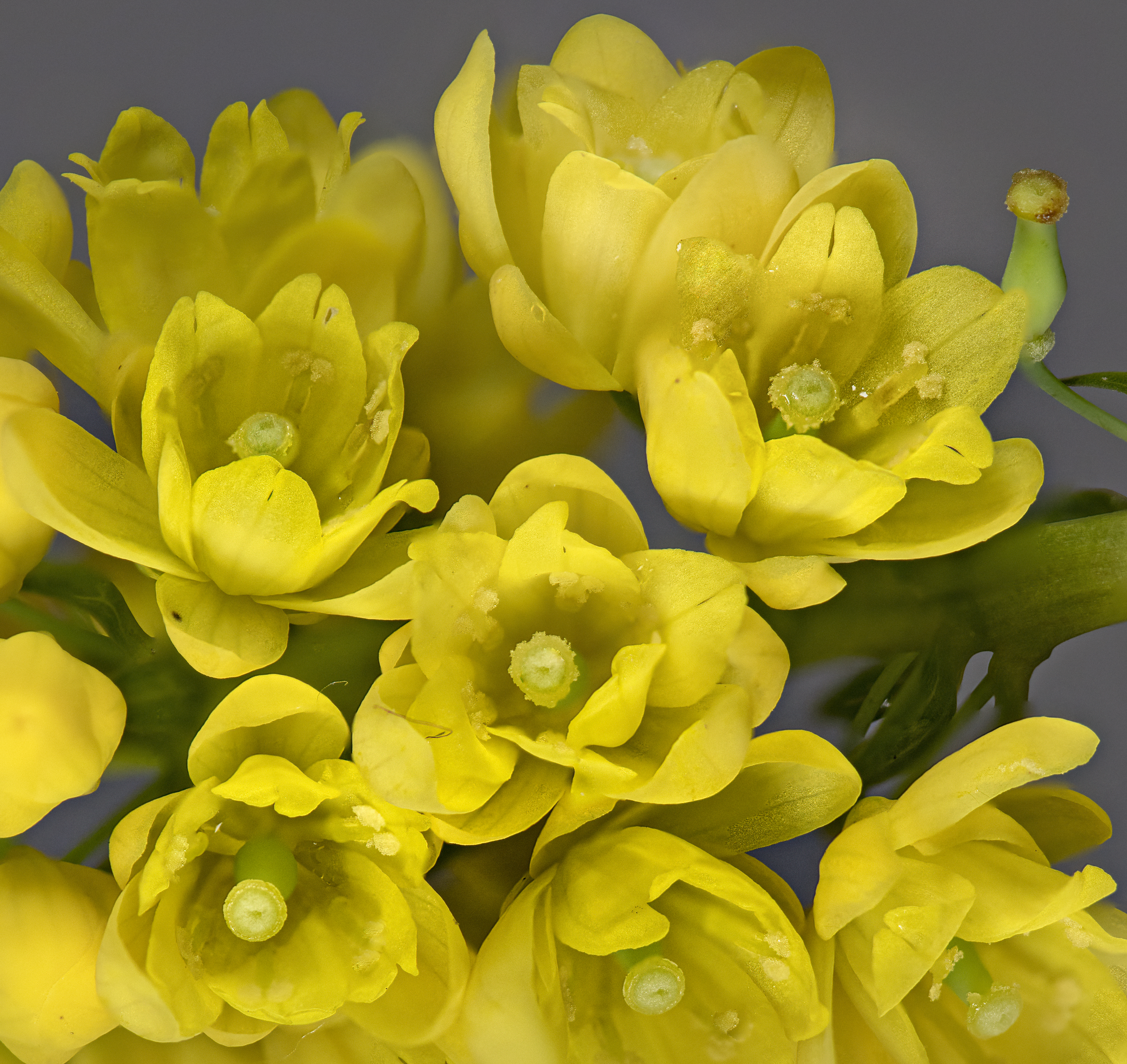
Blommor